# Zentralstadion Almaty
Das Zentralstadion Almaty (kasachisch Орталық стадион; russisch Центральный стадион Алма-Ата) ist ein Fußballstadion mit Leichtathletikanlage in der größten kasachischen Stadt Almaty. Es bietet 23.804 Zuschauern Platz und ist Heimspielstätte des Fußballvereins FK Qairat Almaty. Neben der Astana Arena ist das Zentralstadion Spielort der kasachischen Fußballnationalmannschaft.

## Geschichte
Die Anlage wurde 1958 eröffnet und 1997 modernisiert. Die Spielstätte fasst seitdem 23.804 Zuschauerplätze. Neben dem Fußball nutzt die die Kasachische Rugby-Union-Nationalmannschaft die Arena. Bis 2008 wurden im Stadion fast regelmäßig die Endspiele des kasachischen Fußballpokals ausgetragen.
Das Spielfeld ist mit einem Hybridrasen ausgestattet.